# Amblyceps tuberculatum
Amblyceps tuberculatum is een straalvinnige vissensoort uit de familie van de slanke meervallen (Amblycipitidae). De wetenschappelijke naam van de soort is voor het eerst geldig gepubliceerd in 2008 door Linthoingambi & Vishwanath.